# نیک باستروم

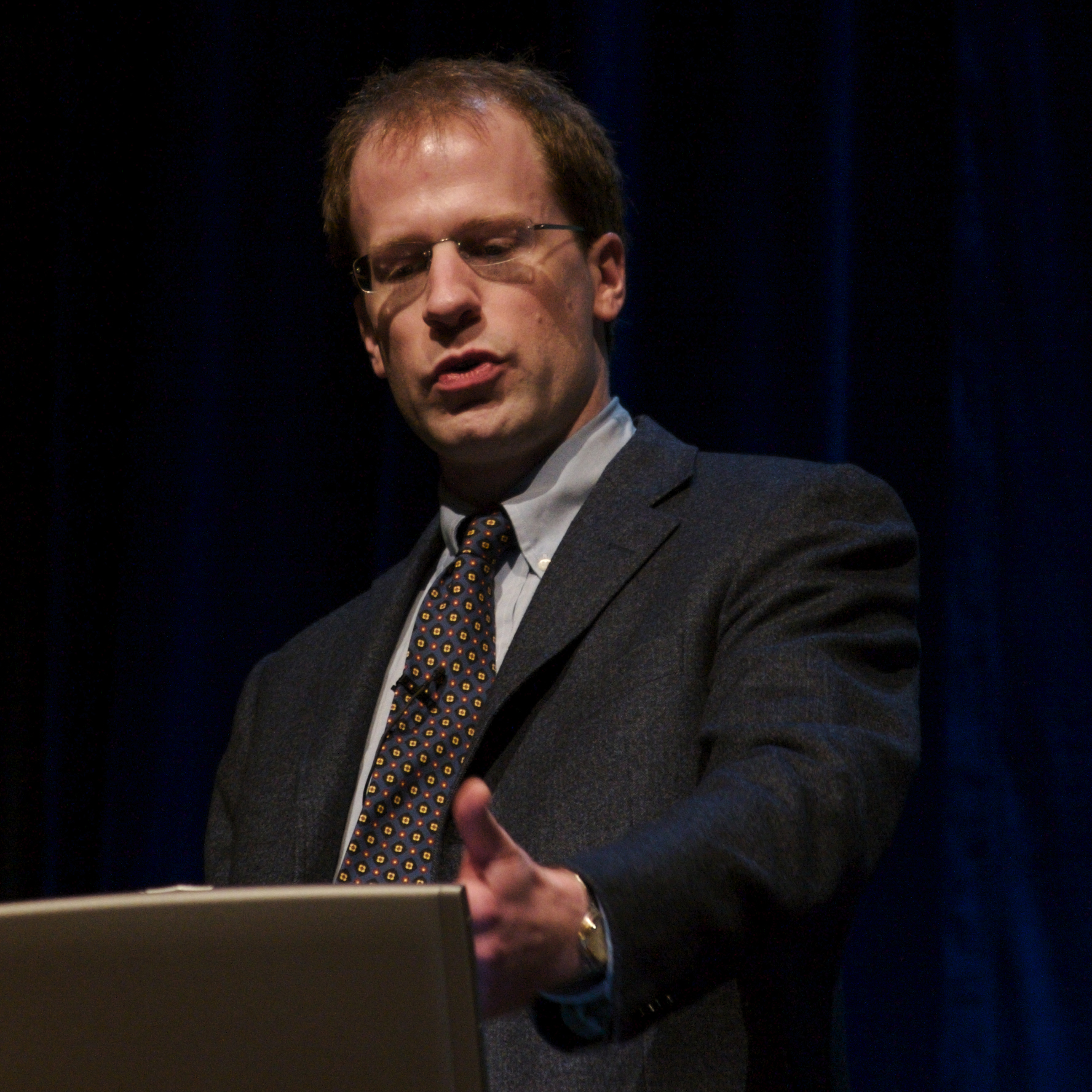
Nick Bostrom at the 2006 Singularity Summit.

نیک باستروم (به انگلیسی: Nick Bostrom) (متولد ۱۰ مارس ۱۹۷۳) فیلسوف سوئدی در دانشگاه آکسفورد است که به دلیل کارش در زمینه خطر اگزیستانسیل و اصل انسان‌نگر معروف است. او مدرک دکتری را از دانشکده اقتصاد لندن دریافت کرد (۲۰۰۰). او اکنون مدیر دو نهاد دانشگاه آکسفورد به نام مؤسسه آینده بشر و برنامه تأثیرات فناوری آینده است. او استاد پیشین مؤسسه مطالعات اجتماعی و سیاسی دانشگاه ییل است. از او بالغ بر ۱۷۹ کتاب و مقاله به چاپ رسیده که برخی از آنها به زبانهای گوناگون ترجمه شده‌است. حوزه تخصصی او فلسفه اخلاق، فلسفه تحلیلی، فیزیک، منطق ریاضی و آینده تکنولوژی است. او در سال ۲۰۱۴ کتاب «ابرهوش: مسیرها، خطرات، راهبردها» را منتشر کرد که به بررسی تهدیدهای ناشی از ابرهوش می‌پردازد. 